# Gauzlin Ier du Maine
Gauzlin Ier du Maine est un seigneur originaire du Maine du début du IXe siècle. C'est le plus ancien ancêtre connu de la famille des Rorgonides. Sur des considérations onomastiques, il pourrait être issu des comtes du Mans du VIIIe siècle, qui sont issus des pré-Robertiens.
Il ne nous est connu que par une unique charte signée le 1er mars 839 par son fils Rorgon qui y nomme sa famille : genitor meus Gauzlinus et mater mea Adeltrudis, germanus noster Gausbertus....
De son épouse Adeltrude de Bourges fille du comte de Bourges Chunibert, Humbert ou Cunibert Ier.
Il eut pour enfants :
- Rorgon Ier († 839 ou 840), comte du Maine ;
- Gauzbert († 853), comte du Maine après son frère ;
- peut-être un comte Hervé, qui serait le père de Renaud d'Herbauges.

On cite aussi dans sa parentèle proche Ebroïn († 858), évêque de Poitiers, qui est parfois considéré comme un de ses fils, bien qu'il n'apparaisse pas dans la charte du 1er mars 839.